# 哈根巴赫
哈根巴赫（發音：[ˈhaːɡn̩ˌbax] ⓘ）是德国莱茵兰-普法尔茨州盖默斯海姆县的城市，面积15.86平方千米，2023年12月31日人口为5,551人。